# The Clement Peerens Explosition
The Clement Peerens Explosition, ou CPeX, est un groupe belge de rock parodique, originaire d'Anvers, actif entre 1990 et 2000. Il est formé par Hugo Matthysen, Bart Peeters et Ronny Mosuse, les deux derniers étant d'anciens membres du groupe The Radios. Le groupe était connu pour ses paroles comiques dans les chansons et ses interventions pendant les concerts, le tout en dialecte anversois.

## Histoire
Au début des années 1990, Matthysen joue le personnage fictif de Clement Peerens dans l'émission de radio humoristique Het Leugenpaleis, et son successeur télévisé, Het Peulengaleis. Peerens était présenté comme un « expert en musique pop » autoproclamé, racontant des anecdotes de plus en plus scandaleuses sur des stars du rock contemporaines et passées, qui n'étaient rien d'autre que des divagations d'ivrogne. La popularité du personnage grandissant, il est décidé de créer un véritable groupe de rock, qui commence à se produire en 1994 sort quatre albums. Le dernier d'entre eux est mis en vente en 2000, et les représentations du groupe deviennent sporadiques. En 2008, CPeX sort un best-of contenant de nouveaux morceaux et a recommencé à se produire en concert avec une formation modifiée, Bart Peeters ayant été contraint de se retirer du groupe en raison de problèmes d'audition. Aram Van Ballaert, sous le nom de Dave De Peuter/Lady Dave, prend sa place en tant que batteur. En 2011, l'album Olraait sort. Le groupe sort le single Boormachien en 2014. Depuis lors, The Clement Peerens Explosition tourne à nouveau régulièrement.
En 2021, Peerens annonce que le groupe cesserait de se produire en décembre 2022. Ce qui devait être un seul concert en devient finalement dix, avec 20 000 billets vendus. CPeX donne ses derniers concerts d'adieu en décembre 2022, qui se terminent le 7 janvier 2023 au De Roma d'Anvers. Par la suite, les mêmes membres Mathysen, Mosuse et Van Ballaert forment un nouveau groupe, Huroram. Ils se concentrent principalement sur la carrière antérieure de Matthysen, en néerlandais standard.

## Discographie
- 1994 : Dikke Lu
- 1995 : Foorwijf!
- 1999 : Vinde gij mijn gat?
- 2000 : De wraak van moeder fazant op gescheiden vrouwen met een rotsmoel
- 2008 : Masterworks
- 2011 : Olraait!
- 2014 : Waar is mijn boormasjien